# 2017–2018-as síugró-világkupa
A Síugró-világkupa 2017–2018-as szezonja a 39. világkupa szezon a síugrás történetében. 2017. november 19-én vette kezdetét Wisłában, Lengyelországban és 2018. március 25-én ért véget a szlovén Planicán.

## Férfiak versenye
| Összes | Szezon        | Dátum              | Helyszín                 | Sánc                             | Győztes                                | Második                                | Harmadik                               | Összetettben vezető                    |
| --- | ------------- | ------------------ | ------------------------ | -------------------------------- | -------------------------------------- | -------------------------------------- | -------------------------------------- | -------------------------------------- |
| 926 | 1             | 2017. november 19. | Wisła                    | Malinka HS134                    | Kobajasi Dzsunsiró                     | Kamil Stoch                            | Stefan Kraft                           | Kobajasi Dzsunsiró                     |
| 927 | 2             | 2017. november 26. | Kuusamo                  | Rukatunturi HS142                | Jernej Damjan                          | Johann André Forfang                   | Andreas Wellinger                      | Kobajasi Dzsunsiró                     |
| 928 | 3             | 2017. december 2.  | Nyizsnyij Tagil          | Tramplin Stork HS134             | Richard Freitag                        | Daniel-André Tande                     | Johann André Forfang                   | Richard Freitag                        |
| 929 | 4             | 2017. december 3.  | Nyizsnyij Tagil          | Tramplin Stork HS134             | Andreas Wellinger                      | Richard Freitag                        | Stefan Kraft                           | Richard Freitag                        |
| 930 | 5             | 2017. december 10. | Titisee-Neustadt         | Hochfirstschanze HS142           | Richard Freitag                        | Andreas Wellinger                      | Daniel-André Tande                     | Richard Freitag                        |
| 931 | 6             | 2017. december 16. | Engelberg                | Gross-Titlis-Schanze HS140       | Anders Fannemel                        | Richard Freitag                        | Kamil Stoch                            | Richard Freitag                        |
| 932 | 7             | 2017. december 17. | Engelberg                | Gross-Titlis-Schanze HS140       | Richard Freitag                        | Kamil Stoch                            | Stefan Kraft                           | Richard Freitag                        |
| 2017–2018-as négysánc-verseny (Győztes: Kamil Stoch)                                                                |               |                    |                          |                                  |                                        |                                        |                                        |                                        |
| 933 | 8             | 2017. december 30. | Oberstdorf               | Shattenbergschanze HS137         | Kamil Stoch                            | Richard Freitag                        | Dawid Kubacki                          | Richard Freitag                        |
| 934 | 9             | 2018. január 1.    | Garmisch-Partenkirchen   | Große Olympiaschanze HS140       | Kamil Stoch                            | Richard Freitag                        | Anders Fannemel                        | Richard Freitag                        |
| 935 | 10            | 2018. január 4.    | Innsbruck                | Bergiselschanze HS130            | Kamil Stoch                            | Daniel-André Tande                     | Andreas Wellinger                      | Richard Freitag                        |
| 936 | 11            | 2018. január 6.    | Bischofshofen            | Paul-Ausserleitner-Schanze HS140 | Kamil Stoch                            | Anders Fannemel                        | Andreas Wellinger                      | Kamil Stoch                            |
| 937 | 12            | 2018. január 13.   | Tauplitz/Bad Mitterndorf | Kulm HS235                       | Andreas Stjernen                       | Daniel-André Tande                     | Simon Ammann                           | Kamil Stoch                            |
| |               | 2018. január 14.   | Tauplitz/Bad Mitterndorf | Kulm HS235                       | A versenyt az erős szél miatt törölték | A versenyt az erős szél miatt törölték | A versenyt az erős szél miatt törölték | A versenyt az erős szél miatt törölték |
| 2018-as sírepülő-világbajnokság (Győztes: Daniel-André Tande)                                                       |               |                    |                          |                                  |                                        |                                        |                                        |                                        |
| 938 | 13            | 2018. január 28.   | Zakopane                 | Wielka Krokiew HS140             | Anže Semenič                           | Andreas Wellinger                      | Peter Prevc                            | Richard Freitag                        |
| 2018-as Willingen Five (Győztes: Kamil Stoch)                                                                       |               |                    |                          |                                  |                                        |                                        |                                        |                                        |
| Selejtező | Selejtező     | 2018. február 2.   | Willingen                | Mühlenkopfschanze HS145          | Kamil Stoch                            | Richard Freitag                        | Daniel-André Tande                     | Richard Freitag                        |
| 939 | 14            | 2018. február 3.   | Willingen                | Mühlenkopfschanze HS145          | Daniel-André Tande                     | Richard Freitag                        | Dawid Kubacki                          | Richard Freitag                        |
| 940 | 15            | 2018. február 4.   | Willingen                | Mühlenkopfschanze HS145          | Johann André Forfang                   | Kamil Stoch                            | Piotr Żyła                             | Kamil Stoch                            |
| 2018. évi téli olimpia · (Győztesek: normálsánc: Andreas Wellinger; nagysánc: Kamil Stoch; csapatverseny: Norvégia) |               |                    |                          |                                  |                                        |                                        |                                        |                                        |
| 941 | 16            | 2018. március 4.   | Lahti                    | Salpausselkä HS130               | Kamil Stoch                            | Markus Eisenbichler                    | Stefan Kraft                           | Kamil Stoch                            |
| 2018-as Raw Air (Győztes: Kamil Stoch                                                                               |               |                    |                          |                                  |                                        |                                        |                                        |                                        |
| Prológ | Prológ        | 2018. március 9.   | Oslo                     | Holmenkollbakken HS134           | Kamil Stoch                            | Robert Johansson                       | Richard Freitag                        | Kamil Stoch                            |
| Csapatverseny | Csapatverseny | 2018. március 10.  | Oslo                     | Holmenkollbakken HS134           | Kamil Stoch                            | Robert Johansson                       | Andreas Wellinger                      | Kamil Stoch                            |
| 942 | 17            | 2018. március 11.  | Oslo                     | Holmenkollbakken HS134           | Daniel-André Tande                     | Stefan Kraft                           | Michael Hayböck                        | Kamil Stoch                            |
| Prológ | Prológ        | 2018. március 12.  | Lillehammer              | Lysgårdsbakken HS140             | Kamil Stoch                            | Dawid Kubacki                          | Robert Johansson                       | Kamil Stoch                            |
| 943 | 18            | 2018. március 13.  | Lillehammer              | Lysgårdsbakken HS140             | Kamil Stoch                            | Dawid Kubacki                          | Robert Johansson                       | Kamil Stoch                            |
| Prológ | Prológ        | 2018. március 14.  | Trondheim                | Granåsen HS140                   | Kamil Stoch                            | Andreas Stjernen                       | Stefan Kraft                           | Kamil Stoch                            |
| 944 | 19            | 2018. március 15.  | Trondheim                | Granåsen HS140                   | Kamil Stoch                            | Stefan Kraft                           | Robert Johansson                       | Kamil Stoch                            |
| Prológ | Prológ        | 2018. március 16.  | Vikersund                | Vikersundbakken HS240            | Kamil Stoch                            | Robert Johansson                       | Andreas Stjernen                       | Kamil Stoch                            |
| Csapatverseny | Csapatverseny | 2018. március 17.  | Vikersund                | Vikersundbakken HS240            | Stefan Kraft                           | Robert Johansson                       | Daniel-André Tande                     | Kamil Stoch                            |
| 945 | 20            | 2018. március 18.  | Vikersund                | Vikersundbakken HS240            | Robert Johansson                       | Andreas Stjernen                       | Daniel-André Tande                     | Kamil Stoch                            |
| 2018-as Planica 7 (Győztes: Kamil Stoch)                                                                            |               |                    |                          |                                  |                                        |                                        |                                        |                                        |
| Selejtező | Selejtező     | 2018. március 22.  | Planica                  | Letalnica bratov Gorišek HS240   | Johann André Forfang                   | Anže Semenič                           | Dawid Kubacki                          | Kamil Stoch                            |
| 946 | 21            | 2018. március 23.  | Planica                  | Letalnica bratov Gorišek HS240   | Kamil Stoch                            | Johann André Forfang                   | Stefan Kraft                           | Kamil Stoch                            |
| Csapatverseny | Csapatverseny | 2018. március 24.  | Planica                  | Letalnica bratov Gorišek HS240   | Daniel-André Tande                     | Robert Johansson                       | Domen Prevc                            | Kamil Stoch                            |
| 947 | 22            | 2018. március 25.  | Planica                  | Letalnica bratov Gorišek HS240   | Kamil Stoch                            | Stefan Kraft                           | Robert Johansson                       | Kamil Stoch                            |

## Nők versenye
| Összes                                                  | Szezon | Dátum              | Helyszín     | Sánc                              | Győztes                | Második                | Harmadik               | Összetettben vezető               |
| ------------------------------------------------------- | ------ | ------------------ | ------------ | --------------------------------- | ---------------------- | ---------------------- | ---------------------- | --------------------------------- |
| 2018-as Lillehammer Triple (Győztes: Katharina Althaus) |        |                    |              |                                   |                        |                        |                        |                                   |
| 97                                                      | 1      | 2017. december 1.  | Lillehammer  | Lysgårdsbakken HS98               | Maren Lundby           | Katharina Althaus      | Carina Vogt            | Maren Lundby                      |
| 98                                                      | 2      | 2017. december 2.  | Lillehammer  | Lysgårdsbakken HS98               | Katharina Althaus      | Maren Lundby           | Itó Júki               | Maren Lundby és Katharina Althaus |
| 99                                                      | 3      | 2017. december 3.  | Lillehammer  | Lysgårdsbakken HS98               | Katharina Althaus      | Maren Lundby           | Takanasi Szara         | Katharina Althaus                 |
| 100                                                     | 4      | 2017. december 17. | Hinterzarten | Rothaus-Schanze HS108             | Maren Lundby           | Katharina Althaus      | Takanasi Szara         | Katharina Althaus és Maren Lundby |
| 101                                                     | 5      | 2018. január 13.   | Szapporo     | Miyanomori HS100                  | Maren Lundby           | Katharina Althaus      | Takanasi Szara         | Maren Lundby                      |
| 102                                                     | 6      | 2018. január 14.   | Szapporo     | Miyanomori HS100                  | Maren Lundby           | Takanasi Szara         | Katharina Althaus      | Maren Lundby                      |
| 103                                                     | 7      | 2018. január 19.   | Zaó          | Yamagata HS103                    | Maren Lundby           | Chiara Hölzl           | Jirina Avvakumova      | Maren Lundby                      |
| 104                                                     | 8      | 2018. január 21.   | Zaó          | Yamagata HS103                    | Maren Lundby           | Itó Júki               | Takanasi Szara         | Maren Lundby                      |
| 105                                                     | 9      | 2018. január 27.   | Ljubno       | Savina Ski Jumping Centre HS95    | Maren Lundby           | Katharina Althaus      | Takanasi Szara         | Maren Lundby                      |
| 106                                                     | 10     | 2018. január 28.   | Ljubno       | Savina Ski Jumping Centre HS95    | Daniela Iraschko-Stolz | Maren Lundby           | Katharina Althaus      | Maren Lundby                      |
|                                                         |        | 2018. február 3.   | Hinzenbach   | Aigner-Schanze HS94               | A versenyeket törölték | A versenyeket törölték | A versenyeket törölték | A versenyeket törölték            |
|                                                         |        | 2018. február 4.   | Hinzenbach   | Aigner-Schanze HS94               | A versenyeket törölték | A versenyeket törölték | A versenyeket törölték | A versenyeket törölték            |
| 2018. évi téli olimpia (Győztes: Maren Lundby)          |        |                    |              |                                   |                        |                        |                        |                                   |
| 107                                                     | 11     | 2018. március 3.   | Barcarozsnyó | Trambulina Valea Cărbunării HS100 | Katharina Althaus      | Maren Lundby           | Carina Vogt            | Maren Lundby                      |
| 108                                                     | 12     | 2018. március 4.   | Barcarozsnyó | Trambulina Valea Cărbunării HS100 | Maren Lundby           | Katharina Althaus      | Nika Križnar           | Maren Lundby                      |
| 109                                                     | 13     | 2018. március 11.  | Oslo         | Holmenkollbakken HS134            | Maren Lundby           | Daniela Iraschko-Stolz | Itó Júki               | Maren Lundby                      |
| 110                                                     | 14     | 2018. március 24.  | Oberstdorf   | Schattenbergschanze HS106         | Takanasi Szara         | Daniela Iraschko-Stolz | Maren Lundby           | Maren Lundby                      |
| 111                                                     | 15     | 2018. március 25.  | Oberstdorf   | Schattenbergschanze HS106         | Takanasi Szara         | Daniela Iraschko-Stolz | Maren Lundby           | Maren Lundby                      |

## Férfiak csapatversenye
| Összes | Szezon | Dátum              | Helyszín         | Sánc                           | Győztes                                                                                    | Második                                                                                 | Harmadik                                                                                   | Összetettben vezető |
| ------ | ------ | ------------------ | ---------------- | ------------------------------ | ------------------------------------------------------------------------------------------ | --------------------------------------------------------------------------------------- | ------------------------------------------------------------------------------------------ | ------------------- |
| 88     | 1      | 2017. november 18. | Wisła            | Malika HS134                   | Norvégia · Johann André Forfang · Anders Fannemel · Daniel-André Tande · Robert Johansson  | Lengyelország · Piotr Żyła · Dawid Kubacki · Maciej Kot · Kamil Stoch                   | –                                                                                          | Norvégia            |
| 88     | 1      | 2017. november 18. | Wisła            | Malika HS134                   | Norvégia · Johann André Forfang · Anders Fannemel · Daniel-André Tande · Robert Johansson  | Ausztria · Daniel Huber · Clemens Aigner · Michael Hayböck · Stefan Kraft               | –                                                                                          | Norvégia            |
| 89     | 2      | 2017. november 25. | Kuusamo          | Rukatunturi HS134              | Norvégia · Rober Johansson · Anders Fannemel · Daniel-André Tande · Johann André Forfang   | Németország · Markus Eisenbichler · Pius Paschke · Andreas Wellinger · Richard Freitag  | Japán · Takeucsi Taku · Kobajasi Rjójú · Kaszai Noriaki · Kobajasi Dzsunsiró               | Norvégia            |
| 90     | 3      | 2017. december 9.  | Titisee-Neustadt | Hochfirstschanze HS142         | Norvégia · Robert Johansson · Anders Fannemel · Daniel-André Tande · Johann André Forfang  | Lengyelország · Piotr Żyła · Maciej Kot · Dawid Kubacki · Kamil Stoch                   | Németország · Markus Eisenbichler · Karl Geiger · Andreas Wellinger · Richard Freitag      | Norvégia            |
| 91     | 4      | 2018. január 27.   | Zakopane         | Wielka Krokiew HS140           | Lengyelország · Maciej Kot · Stefan Hula · Dawid Kubacki · Kamil Stoch                     | Németország · Markus Eisenbichler · Stephan Leyhe · Andreas Wellinger · Richard Freitag | Norvégia · Anders Fannemel · Johann André Forfang · Marius Lindvik · Andreas Stjernen      | Norvégia            |
| 92     | 5      | 2017. március 3.   | Lahti            | Salpausselkä HS130             | Németország · Karl Geiger · Markus Eisenbichler · Richard Freitag · Andreas Wellinger      | Lengyelország · Maciej Kot · Stefan Hula · Dawid Kubacki · Kamil Stoch                  | Norvégia · Andreas Stjernen · Daniel-André Tande · Johann André Forfang · Robert Johansson | Norvégia            |
| 93     | 6      | 2017. március 10.  | Oslo             | Holmenkollbakken HS134         | Norvégia · Daniel-André Tande · Andreas Stjernen · Johann André Forfang · Robert Johansson | Lengyelország · Maciej Kot · Stefan Hula · Dawid Kubacki · Kamil Stoch                  | Ausztria · Gregor Schlierenzauer · Clemens Aigner · Michael Hayböck · Stefan Kraft         | Norvégia            |
| 94     | 7      | 2017. március 17.  | Vikersund        | Vikersundbakken HS240          | Norvégia · Daniel-André Tande · Johann André Forfang · Andreas Stjernen · Robert Johansson | Lengyelország · Piotr Żyła · Stefan Hula · Dawid Kubacki · Kamil Stoch                  | Szlovénia · Domen Prevc · Jernej Damjan · Tilen Bartol · Peter Prevc                       | Norvégia            |
| 95     | 8      | 2017. március 24.  | Planica          | Letalnica bratov Gorišek HS240 | Norvégia · Daniel-André Tande · Andreas Stjernen · Robert Johansson · Johann André Forfang | Németország · Markus Eisenbichler · Stephan Leyhe · Andreas Wellinger · Richard Freitag | Szlovénia · Domen Prevc · Robert Kranjec · Anže Semenič · Peter Prevc                      | Norvégia            |

## Nők csapatversenye
| Összes | Szezon | Dátum              | Helyszín     | Sánc                  | Győztes                                                         | Második                                                                                            | Harmadik                                                                                           | Összetettben vezető |
| ------ | ------ | ------------------ | ------------ | --------------------- | --------------------------------------------------------------- | -------------------------------------------------------------------------------------------------- | -------------------------------------------------------------------------------------------------- | ------------------- |
| 1      | 1      | 2017. december 16. | Hinterzarten | Rothaus-Schanze HS108 | Japán · Itó Júki · Ivabucsi Kaori · Szetó Júka · Takanasi Szara | Oroszország · Anasztaszija Barannyikova · Alexandra Kusztova · Szofia Tihonova · Jirina Avvakumova | Franciaország · Léa Lemare · Julia Clair · Romane Dieu · Lucile Morat                              | Németország         |
| 2      | 2      | 2018. január 20.   | Zaó          | Yamagata HS103        | Japán · Ivabucsi Kaori · Szetó Júka · Itó Júki · Takanasi Szara | Szlovénia · Urša Bogotaj · Špela Rogelj · Ema Klinec · Nika Križnar                                | Oroszország · Anasztaszija Barannyikova · Alexandra Kusztova · Szofia Tihonova · Jirina Avvakumova | Japán               |

## Végeredmény

### Férfiak
| Helyezés | Versenyző                  | Pontszám  |
| -------- | -------------------------- | --------- |
| 1        | Kamil Stoch (POL)          | 1443 pont |
| 2        | Richard Freitag (GER)      | 1070 pont |
| 3        | Daniel-André Tande (NOR)   | 985 pont  |
| 4        | Stefan Kraft (AUT)         | 881 pont  |
| 5        | Robert Johansson (NOR)     | 840 pont  |
| 6        | Andreas Wellinger (GER)    | 828 pont  |
| 7        | Johann André Forfang (NOR) | 821 pont  |
| 8        | Andreas Stjernen (NOR)     | 665 pont  |
| 9        | Dawid Kubacki (POL)        | 633 pont  |
| 10       | Markus Eisenbichler (GER)  | 597 pont  |

| Helyezés | Ország        | Pontszám  |
| -------- | ------------- | --------- |
| 1        | Norvégia      | 7149 pont |
| 2        | Németország   | 5976 pont |
| 3        | Lengyelország | 5795 pont |
| 4        | Ausztria      | 3642 pont |
| 5        | Szlovénia     | 3223 pont |
| 6        | Japán         | 2659 pont |
| 7        | Svájc         | 1031 pont |
| 8        | Oroszország   | 455 pont  |
| 9        | Finnország    | 119 pont  |
| 10       | Csehország    | 95 pont   |

### Nők
| Helyezés | Versenyző                    | Pontszám  |
| -------- | ---------------------------- | --------- |
| 1        | Maren Lundby (NOR)           | 1340 pont |
| 2        | Katharina Althaus (GER)      | 928 pont  |
| 3        | Takanasi Szara (JPN)         | 916 pont  |
| 4        | Itó Júki (JPN)               | 661 pont  |
| 5        | Jirina Avvakumova (RUS)      | 575 pont  |
| 6        | Carina Vogt (GER)            | 570 pont  |
| 7        | Daniela Iraschko-Stolz (AUT) | 450 pont  |
| 8        | Chiara Hölzl (AUT)           | 428 pont  |
| 9        | Urša Bogataj (SLO)           | 386 pont  |
| 10       | Nika Križnar (SLO)           | 383 pont  |

| Helyezés | Ország           | Pontszám  |
| -------- | ---------------- | --------- |
| 1        | Németország      | 2952 pont |
| 2        | Japán            | 2947 pont |
| 3        | Norvégia         | 2037 pont |
| 4        | Szlovénia        | 1978 pont |
| 5        | Oroszország      | 1521 pont |
| 6        | Ausztria         | 1489 pont |
| 7        | Franciaország    | 543 pont  |
| 8        | Olaszország      | 386 pont  |
| 9        | Egyesült Államok | 164 pont  |
| 10       | Kína             | 121 pont  |